# Ohio Country
Als Ohio Country („Ohiogebiet“) wurde im 18. und 19. Jahrhundert das Land westlich der Appalachen am Oberlauf des Ohio River und seiner Quellflüsse wie dem Monongahela und dem Allegheny River bezeichnet. Nordwärts erstreckte sich das Ohiogebiet bis zum Eriesee, westwärts etwa bis zum Miami River. Es umfasste das Areal des heutigen amerikanischen Bundesstaats Ohio, das östliche Indiana, sowie die westlich der Appalachen gelegenen Gebiete von Pennsylvania und West Virginia. Im 17. und 18. Jahrhundert erhoben sowohl Frankreich als auch Großbritannien Besitzansprüche auf dieses Land. Die Rivalität der Kolonialmächte führte bald zu Konflikten und zum Ausbruch des Franzosen- und Indianerkriegs (1754–1763). Mit der Unterzeichnung des Vertrages von Paris im Jahr 1763 wurde der Krieg beendet und England übernahm die alleinige Kontrolle über das Ohiogebiet.
Obwohl die Franzosen besiegt waren, hatten die Briten nun zahlreiche Indianerstämme als Gegner, darunter die Shawnee, die Mingo, die Wyandot, die Delaware und viele andere, die sich dem Eindringen der weißen Siedler entgegenstellten. Um weiteres Blutvergießen zu verhindern und die immensen Ausgaben für das Militär zu senken, erließ das britische Parlament die Königliche Proklamation von 1763. Darin wurde den Kolonisten untersagt, westlich der Appalachen zu siedeln und lieferte damit eine der Ursachen, die zum Amerikanischen Unabhängigkeitskrieg führten.

## Kolonialzeit

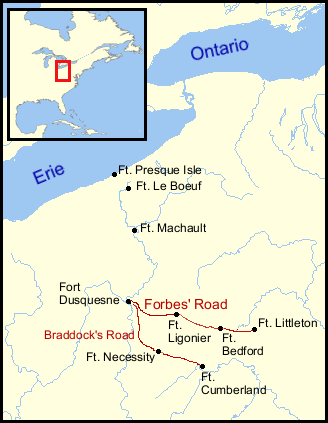
Französische und britische Forts im Ohiogebiet während des Franzosen- und Indianerkrieges

In der Mitte des 17. Jahrhunderts wurde das Gebiet nördlich des Ohio Rivers von den Algonkin sprechenden Shawnee bewohnt. Etwa um 1660 übernahmen die Irokesen während der Biberkriege die Kontrolle über das Ohio-Territorium, vertrieben die Shawnee und vereinigten sich mit den Erie. Danach blieb das Gebiet über Jahrzehnte unbewohnt und wurde hauptsächlich als Jagdgründe von den Irokesen genutzt.
Der Expansionsdruck der weißen Kolonisten zwang um 1720 immer mehr indianische Gruppen, nach Westen auszuweichen und ins Ohiogebiet zu ziehen. Im heutigen westlichen Pennsylvania errichteten die Delaware ihr Hauptdorf Kittanning am Allegheny River, einem der Quellflüsse des Ohio. Auch Gruppen der zerstreuten Shawnee kehrten ins Ohiogebiet zurück. Auf der Flucht vor den Kämpfen zwischen Franzosen und Briten südlich des Ontariosees erreichten auch Angehörige der Seneca und anderer Irokesenstämme den Ohio. Nach Ausbruch des Franzosen- und Indianerkrieges blieben die Stämme im Ohiogebiet zunächst neutral, später jedoch stellten sie sich auf die Seite der Franzosen. Von Frankreich bewaffnet und versorgt zogen sie über den Kitanning Pfad nach Westen und überfielen britische Siedler östlich der Allegheny Mountains. Nach der Zerstörung von Fort Granville im Sommer 1756 wurden im Gegenzug die Shawnee Dörfer im Westen der Alleghenys von Oberstleutnant John Armstrong angegriffen. Die Franzosen verloren den Krieg und wurden aus Fort Duquesne vertrieben, das die Briten als Fort Pitt wieder aufbauten, der späteren Stadt Pittsburgh.
Mit der Königlichen Proklamation von 1763 gehörte das Ohiogebiet zum riesigen Indianerreservat, das sich von den Appalachen im Osten bis zum Mississippi im Westen und von Neufundland im Norden bis nach Florida im Süden ausdehnte. Die zumeist französischen Siedler jenseits der Grenze wurden angewiesen, das Gebiet zu verlassen oder Sondergenehmigungen einzuholen.

## Amerikanische Revolution und die Folgen

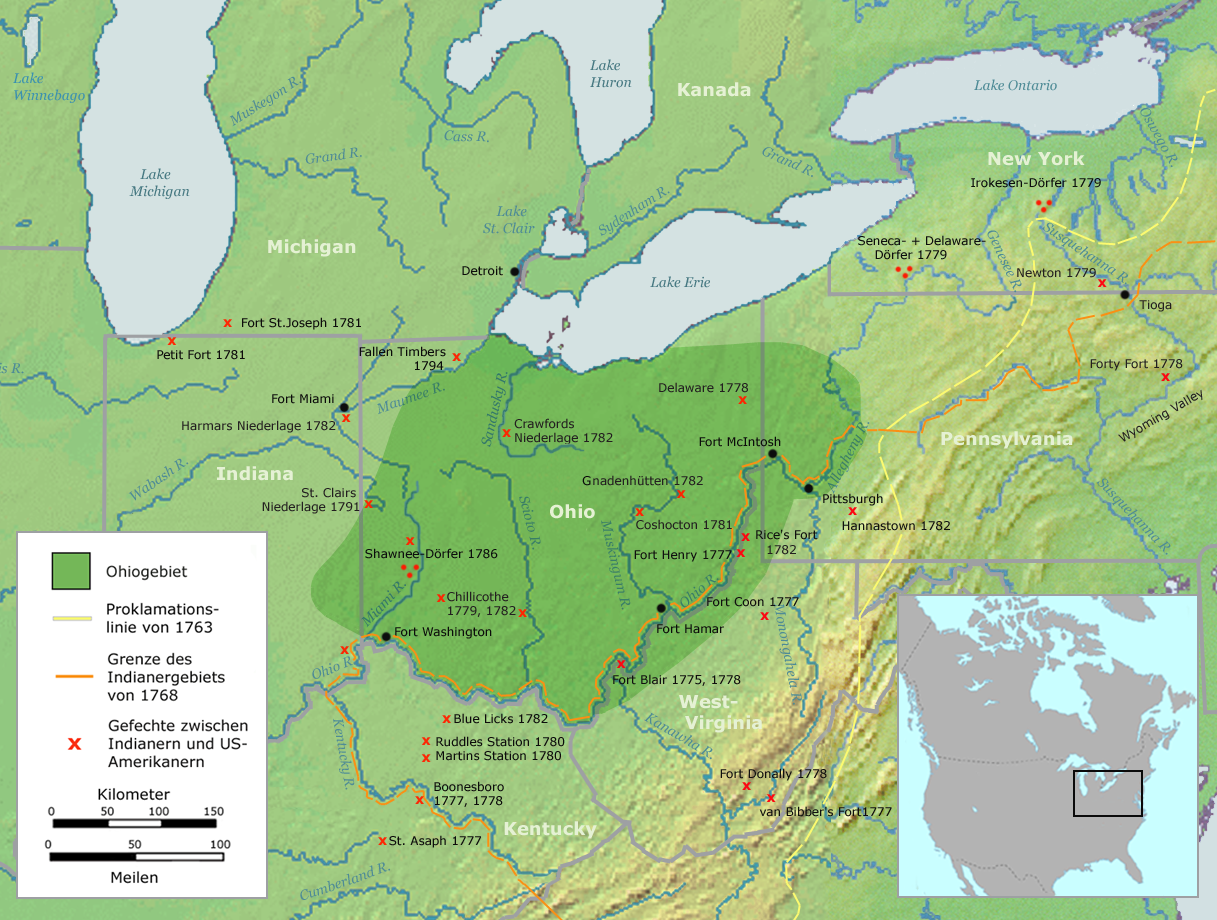
Das Ohiogebiet und Gefechte zwischen Indianern und Truppen der Vereinigten Staaten zwischen 1775 und 1811.

Trotz des neuen Gesetzes überquerten weiterhin Grenzbewohner aus Pennsylvania und Virginia die Allegheny Mountains, was zu vermehrten Konflikten mit den Shawnee führte. Die Shawnee nannten die weißen Grenzer Langmesser (engl. Long Knives), die sie veranlassten, während des Amerikanischen Unabhängigkeitskriegs auf die Seite der Briten zu wechseln. Nach dem Friedensschluss im Vertrag von Paris wurde das Ohiogebiet Teil der Vereinigten Staaten und unverzüglich zur Besiedlung freigegeben. Besonders Kriegsveteranen, denen bevorzugt Land zugewiesen wurde, gehörten zu den ersten Siedlern jenseits der Appalachen.
Ursprünglich erhoben eine Reihe östlicher Bundesstaaten Gebietsansprüche in dieser Region, die Gegend am Illinois etwa wurde von Virginia als County mit Sitz in Kaskaskia verwaltet. Diese Ansprüche wurden gegen Schuldentilgung durch die Bundesregierung nach und nach aufgegeben, als letzter Staat gab Connecticut 1800 seine Ansprüche auf ein Gebiet um den Eriesee, dem so genannten Western Reserve auf.
Eine Reihe von Verträgen zwischen den Amerikanern und Indianern, so die Verträge von Fort McIntosh 1785 und Fort Harmar 1789, definierten die Grenzen zum Indianerland neu. Einige Stämme, unter ihnen die Shawnee, Mingo und Delaware, gaben den Widerstand gegen die weißen Eindringlinge nicht auf, was zum Nordwest-Indianerkrieg (1785–1795) führte.
Um 1800 hatten viele Shawnee ihr Land in Ohio und Indiana gegen Gebiete in Missouri getauscht. Trotzdem gab es weitere Konflikte zwischen Indianern und weißen Siedlern, die im Krieg von 1812 unter Tecumseh gipfelten. Um 1817 hatten nahezu alle Indianer die Gebiete östlich des Mississippi verlassen.
1787 verabschiedete der Kongress der Vereinigten Staaten die Northwest Ordinance (Nordwest-Verordnung), ein Gesetz, das die Grenzen und Verteilung der neu hinzugewonnenen Region festlegte. Virginia bekam Land südlich des Ohio Rivers und Pennsylvania erhielt die Gebiete rund um die Quellgewässer des Ohio. Das übrige Land westlich der Grenze Pennsylvanias und nördlich des Ohio wurde Teil des neu gebildeten Nordwestterritoriums. Es war das erste Territorium in den Vereinigten Staaten, hatte eine eigene Regierung und unterstand der Rechtsprechung des Kongresses.
Die Northwest Ordinance verbot die Sklaverei im Nordwestterritorium und stellte dem Territorium in Aussicht, als zukünftiger Staat in die Union aufgenommen zu werden. Am 19. Februar 1803 wurde Ohio als erster Teil des Nordwestterritoriums neuer Bundesstaat der USA.